# لئونیداس پریرا نیتو
لئونیداس پریرا نیتو (به پرتغالی: Leonidas Pereira Neto de Sousa) مهاجم اهل برزیل است که در شهر General Carneiro و در تاریخ ۴ ژانویهٔ ۱۹۷۹ به دنیا آمده‌است.
لئونیداس پریرا نیتو در تیم‌های فوتبال Matsubara سابقهٔ حضور دارد.